# Lissma
Lissma is een plaats in de gemeente Huddinge in het landschap Södermanland en de provincie Stockholms län in Zweden. De plaats heeft 76 inwoners (2005) en een oppervlakte van 35 hectare.